# Di-hidroxilação assimétrica de Sharpless
A di-hidroxilação assimétrica de Sharpless, também conhecida como bis-hidroxilação, chamada assim em honra do químico estadunidense K. Barry Sharpless, é uma reação química enantioseletiva de alcenos com tetróxido de ósmio em presença de um ligante de quinina quiral para formar um diol vicinal.